# Mirosław Nazar
Mirosław Maciej Nazar (ur. 16 lutego 1951 w Chełmie) – polski prawnik, profesor nauk prawnych, cywilista, nauczyciel akademicki Uniwersytetu Marii Curie-Skłodowskiej w Lublinie.

## Życiorys
W latach 1969–1973 odbył studia prawnicze na Wydziale Prawa Uniwersytetu Marii Curie-Skłodowskiej w Lublinie. W roku akademickim 1971/1972 pełnił funkcję prezesa SKNP UMCS.
W 1976 złożył egzamin sędziowski. Stopień doktora nauk prawnych uzyskał w 1983 na Wydziale Prawa i Administracji UMCS za pracę pt. Prawa rozwiedzionych małżonków do mieszkania zajmowanego wspólnie w czasie trwania małżeństwa (promotor - Jerzy Ignatowicz). Stopień doktora habilitowanego nauk prawnych uzyskał w 1995 na tym samym wydziale w oparciu o pracę pt. Rozliczenia majątkowe konkubentów. Tytuł profesora nauk prawnych uzyskał w 2011.
Odbył staże naukowe na uniwersytecie w Leningradzie (1986) oraz na Uniwersytecie w Bonn (1990–1991).
W latach 1996–2002 był prodziekanem WPiA UMCS ds. studiów stacjonarnych, w latach 1995–1996 oraz 2002–2007 dyrektorem Instytutu Prawa Cywilnego. W 2003 został kierownikiem Katedry Prawa Cywilnego.
W latach 1997–2006 uczestniczył w pracach zespołu problemowego prawa rodzinnego Komisji Kodyfikacyjnej Prawa Cywilnego przy Ministrze Sprawiedliwości, od 2002 będąc członkiem Komisji i przewodniczącym zespołu problemowego prawa rodzinnego.
Jest członkiem Lubelskiego Towarzystwa Naukowego.